# Stamen Grigorow
Stamen Gigow Grigorow (bułg. Стамен Гигов Григоров; ur. 27 października 1878 w Studenem izworze, zm. 27 października 1945 w Sofii) – bułgarski lekarz, bakteriolog, odkrywca bakterii Lactobacillus delbrueckii ssp. bulgaricus.

## Życiorys
Urodził się we wsi Studen izwor niedaleko miasta Tryn. Okolice te znane są w Bułgarii ze smacznych jogurtów. Stamen po ukończeniu męskiego liceum w Sofii studiował w Montpellier we Francji nauki przyrodnicze. Studia kontynuował w Genewie, gdzie poznał mikrobiologa prof. Léona Massola. Stamen Grigorow został jego asystentem i mógł korzystać z dobrze wyposażonego laboratorium profesora. Pracował nad wyjaśnieniem zjawiska fermentacji mleka. W 1905 roku wyizolował bakterie odpowiedzialne za powstawanie bułgarskiego jogurtu. W dalszych badaniach rozróżnił bakterie w kształcie pałeczek i kuliste kwasu mlekowego, pisząc że „składa się z jednej bakterii w kształcie prętów i jednej kulistej bakterii kwasu mlekowego”. W 1907 roku Sigurd Orla-Jensen nadał kulistym bakteriom nazwę Streptococcus thermophilus, a drugim nadano nazwę Bacillus bulgaricus. Na cześć jego odkrywcy później zmieniono ją na Lactobacillus delbrueckii subsp. bulgaricus Grigoroff 1905. Korzystając z zaproszenia Ilji Miecznikowa, dyrektora Instytutu Pasteura w Paryżu, rosyjskiego emigranta i bakteriologa, miał możliwość przedstawić swoje odkrycie innym naukowcom. Wyniki jego badań zdobyły uznanie, a w prasie naukowej pojawiły się liczne publikacje na ten temat. Po zrobieniu doktoratu, Grigorow wrócił do Bułgarii, gdzie pracował jako lekarz i kierował szpitalem w Trynie. Prowadził też badania nad leczeniem gruźlicy i innych chorób płuc. W 1906 roku opracował własną szczepionkę przeciw gruźlicy, ale wcześniej zostało przedstawione francuskie odkrycie – szczepionka BCG. W 1912 roku podczas wojny bałkańskiej pracował jako lekarz polowy. Podczas I wojny światowej Stamen Grigorow był dowódcą szpitala polowego w pobliżu Petricza. Został odznaczony Orderem Waleczności i bułgarskim złotym medalem Czerwony Krzyż. Zmarł w Sofii w 1945 roku.

## Muzeum
W pobliżu domu bułgarskiego naukowca w Studenem izworze, w gminie Tryn, 29 czerwca 2007 otwarto muzeum jogurtu. Specjalne miejsce na wystawie zostało poświęcone pamięci dr. Stamena Grigorowa – odkrywcy bakterii Lactobacillus bulgaricus.